# Renata Pacini
Renata Pacini (Roma, 14 gennaio 1949) è un'attrice e cantante italiana nota negli anni 60-70.

## Biografia
Si mette in luce partecipando al Festival di Castrocaro del 1964, ottenendo un contratto con la Durium.
Partecipa al Cantagiro 1966 interpretando In nome dell'amore, cover di Stop in the name of love delle Supremes.
Partecipa a Un disco per l'estate 1969 con Un sole tutto d'oro di (Alberto Testa - Brenna - Fenicio); fu anche attrice in vari "musicarelli", in uno dei quali interpretò la parte di una ragazzina sveglia e saccente che si  burla addirittura di Alberto Lupo.
Fu non solo cantante ma anche attrice nei film Stasera mi butto, I ragazzi di bandiera gialla, Spiaggia libera, Viale della canzone, I teddy boys della canzone, Viale della canzone.
Le sue canzoni più note sono Di amore non si muore e Ragazzo terribile.

## Discografia parziale

### 45 giri
- 1964: Un ragazzo terribile/Lo faccio per te (Durium, CN A 9134)
- 1965: In nome dell'amore/L'amore non ha età (Durium, CN A 9183)
- 1966: In nome dell'amore/Mettiamoci una pietra sopra (Durium, CN A 9199)
- 1967: D'amore non si muore/La strada è lunga (RCA Italiana, PM 3412)
- 1969: Good-bye My Love/Troppo presto, troppo tardi (Italdisc, RP 190)
- 1969: Zum Zum Zum/Viso d'angelo (Italdisc, RP 194)
- 1969: Un sole tutto d'oro/Come ogni sera (Italdisc, RP 196)

## Filmografia
- I Teddy boys della canzone, regia di Domenico Paolella (1960)
- Il viale della canzone, regia di Tullio Piacentini (1965)
- Spiaggia libera, regia di Marino Girolami (1966)
- I ragazzi di Bandiera Gialla, regia di Mariano Laurenti (1967)
- Stasera mi butto, regia di Ettore Maria Fizzarotti (1968) nella parte dell'amica di Marisa